# José Escudé Albesa
José Escudé Albesa (Roquetes, Baix Ebre, 9 de juny de 1896 - Santa Bàrbara, Montsià, 8 de juliol de 1986) fou un mestre i bibliotecari català.
A la dècada del 1920 va obtenir el títol de Maestro de Primera Enseñanza a l'Escola Normal de Tarragona, essent destinat, primer, a l'escola privada de La Fatarella, i posteriorment a les Escoles Manjonianes de l'Ave Maria de la Sénia. També fou destinat, entre d'altres, a l'escola del seu poble natal, com a interí a l'escola unitària de Sant Llàtzer (Tortosa), i a l'escola unitària de Coll Barruera, a Lleida. Finalment, l'any 1934 fou traslladat a Santa Bàrbara, on exercí de mestre, i a partir de 1944 també com a director, fins a la seva jubilació, el 8 de juny de 1966.
Entre 1963 i 1977 exercí de bibliotecari i també de la director de la biblioteca de la localitat, en substitució de l'anterior director, David Bertomeu Escardó, mort l'any 1963. La biblioteca de Santa Bàrbara porta el seu nom des del 3 de maig de 2003.